# Geologische klok

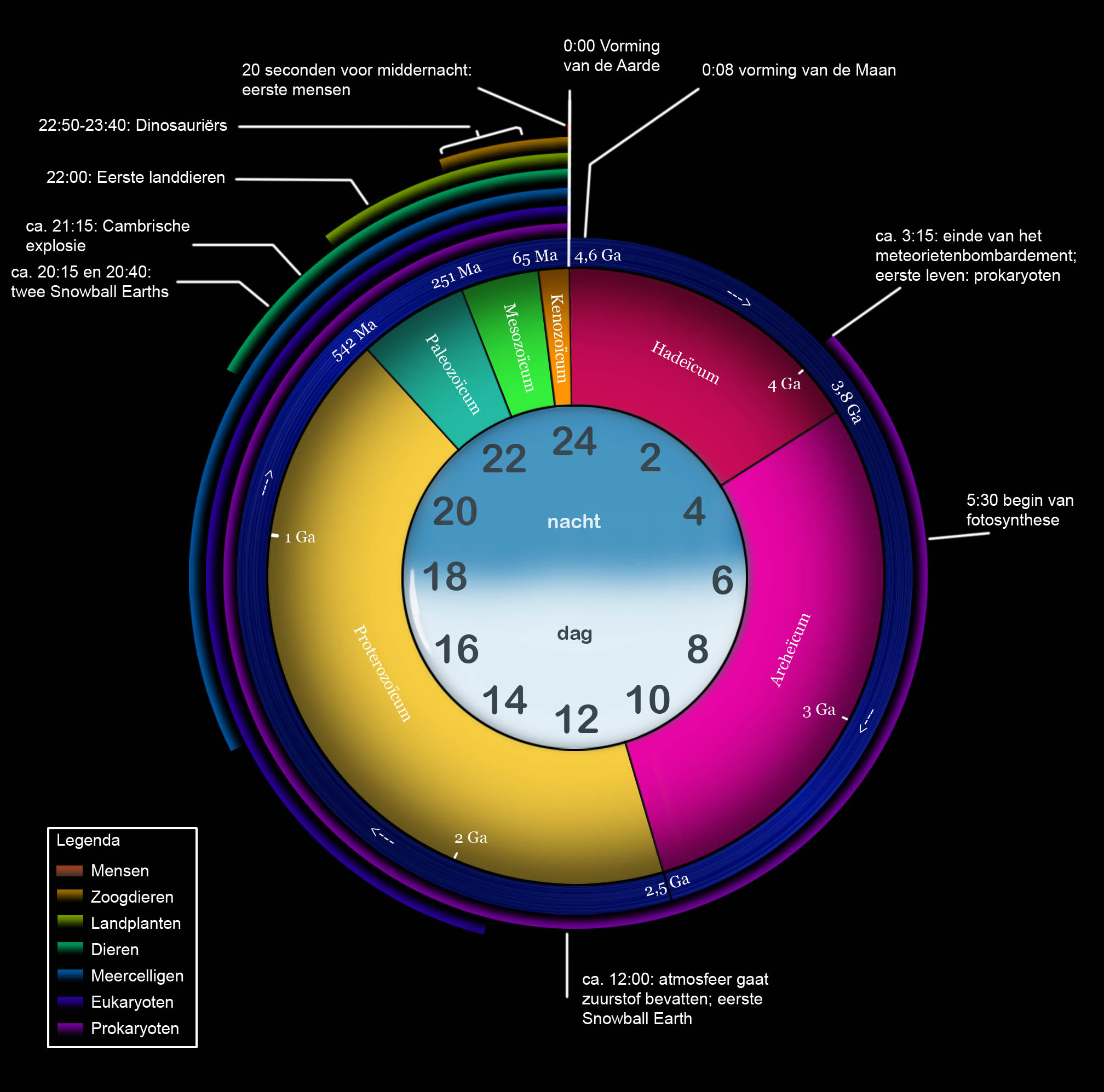
voorbeeld van een geologische klok

Een geologische klok is een denkbeeldige klok die weleens wordt gebruikt om de geschiedenis van de Aarde op te projecteren. De 4,55 miljard jaar die de Aarde bestaat worden dan gelijkgesteld aan de 24 uur van één dag. Het moment waarop de Aarde gevormd werd is dan middernacht, het heden is ook weer middernacht.
Omdat de Aarde 4,55 miljard jaar oud is en het geologisch archief vooral gegevens over de recentere delen van haar geschiedenis bevat, kan hiermee in beeld worden gebracht hoe oud de Aarde relatief is ten opzichte van gebeurtenissen zoals het ontstaan van meercellig leven (4 uur 's middags), het bestaan van de dinosauriërs (11 tot half 12 's avonds) of de opkomst van de mens (20 seconden voor middernacht).